# مات كوربي
مات كوربي (بالإنجليزية: Matt Corby) هو مغن مؤلف ومغني وعازف بيانو أسترالي، ولد في 7 نوفمبر 1990 في سيدني في أستراليا.

## وصلات خارجية
- الموقع الرسمي
- مات كوربي على موقع IMDb (الإنجليزية)
- مات كوربي على موقع ميوزك برينز (الإنجليزية)
- مات كوربي على موقع أول ميوزيك (الإنجليزية)
- مات كوربي على موقع ديسكوغز (الإنجليزية)
- مات كوربي على موقع قاعدة بيانات الفيلم (الإنجليزية)